# Lithocarpus beccarianus
Lithocarpus beccarianus är en bokväxtart som först beskrevs av George Bentham, och fick sitt nu gällande namn av Aimée Antoinette Camus. Lithocarpus beccarianus ingår i släktet Lithocarpus och familjen bokväxter. Inga underarter finns listade.